# Aeroportul Khowai
Aeroportul Khowai (IATA: IXN, ICAO: VEKW) este un aeroport din Tripura, India ce deservește zona Khowai⁠(d). A fost numit după zona deservită.
Situat la o altitudine de 29 m, aeroportul dispune de o singură pistă. Este operat de Airports Authority of India⁠(d).